# Vanda Gomes
Vanda Ferreira Gomes (* 7. November 1988) ist eine brasilianische Sprinterin.
Bei den Juniorenweltmeisterschaften 2006 in Peking gewann sie Bronze über 200 Meter, und bei den Weltmeisterschaften 2009 in Berlin kam sie mit der brasilianischen Mannschaft auf den fünften Platz in der 4-mal-100-Meter-Staffel.
2011 gewann sie mit der brasilianischen Staffel Silber bei den Südamerikameisterschaften in Buenos Aires. Bei den Weltmeisterschaften in Daegu schied sie über 200 Meter im Vorlauf aus und kam mit der Staffel auf den siebten Platz, und bei den Panamerikanischen Spielen in Guadalajara siegte sie in der 4-mal-100-Meter-Staffel.
2013 gehörte sie bei den Weltmeisterschaften in Moskau zum brasilianischen Quartett, das im Finale der 4-mal-100-Meter-Staffel nicht das Ziel erreichte.
Am 25. September 2014 wurde sie wegen Dopings mit Anastrozol für zwei Jahre gesperrt.

## Persönliche Bestzeiten
- 100 m: 11,50 s, 6. April 2013, São Paulo
- 200 m: 23,06 s, 31. Mai 2008, Cochabamba